# Skobčja sova
Skobčja sova ali skobčevka (znanstveno ime Surnia ulula) je pretežno dnevna ptica iz družine sov.

## Opis
Ta sova, velika približno kot mala uharica, je zaradi svojega dolgega repa, vitkega trupa, prišiljenih peruti in sivo grahastega vzorca, bolj podobna ujedam kot sovam. Po svoji barvi in vzorcu na trebuhu, ki je podoben skobčjemu, je tudi dobila slovensko ime. Zraste povprečno okoli 38 cm in ima razpon kril med 70 in 80 cm.
Pogosto jo je, v okolju v katerem živi, videti posedati na vrhovih osamljenih dreves ali na telegrafskih drogovih, kjer opazuje okolico in išče plen, ki ga lovi pretežno podnevi.
Leti in oglaša se podobno kot sokoli, z donečim »ki-ki-ki-ki«.

## Razširjenost
Skobčja sova živi na področju od Skandinavije do Kamčatke ter v Severni Ameriki. Njen življenjski prostor so gosti iglasti gozdovi, macesnovi gozdovi v tajgi, redkeje pa tudi v tundri.
Hrani se pretežno z mišmi in lemingi, pozimi pa včasih tudi z manjšimi pticami.
Gnezdi v aprilu in maju, gnezdo pa si uredi v duplih ali uporabi odprto opuščeno gnezdo ujed.